# Aulan
Aulan – miejscowość i gmina we Francji, w regionie Owernia-Rodan-Alpy, w departamencie Drôme.
Według danych na rok 1999 gminę zamieszkiwało 5 osób, a gęstość zaludnienia wynosiła 1 osoba/km² (wśród 2880 gmin regionu Rodan-Alpy Aulan plasuje się na 1605. miejscu pod względem liczby ludności, natomiast pod względem powierzchni na miejscu 1078.).

## Populacja

Populacja Aulan w latach 1962–2008